# دیودوروس ادرمیتی
دیودوروس ادرمیتی (یونانی: Διόδωρος) فیلسوف افلاطونی، سخنور و فرمانده نظامی یونان باستان اهل ادرمیت بود. او را فقط بر اساس گزارش استرابون می‌شناسیم. او در زمان مهرداد ششم (قرن اول پیش از میلاد) زندگی می‌کرد که تحت فرماندهی او ارتشی را بر عهده داشت. او برای خشنود ساختن پادشاه باعث شد تا تمام سناتورهای محل زادگاهش قتل‌عام شوند. پس از آن، میتریداتس را تا پونتوس همراهی کرد و پس از سقوط پادشاه، دیودوروس مجازات ظلم خود را دریافت کرد. در ادرمیت علیه او اتهاماتی مطرح شد و چون احساس می‌کرد نمی‌تواند خود را تبرئه کند، در ناامیدی و تنهایی از گرسنگی جان داد.